# Big Jim Sullivan
Big Jim Sullivan (gebürtig James George Tomkins; * 14. Februar 1941 in Uxbridge, London; † 2. Oktober 2012) war ein britischer Gitarrist, der vor allem als Sessionmusiker bekannt wurde.

## Karriere
Mit 14 Jahren begann Big Jim Sullivan, Gitarre zu spielen. Mit 17 spielte er bei den „Wildcats“ von Marty Wilde, die im Frühjahr 1960 Eddie Cochran auf einer England-Tour begleiteten und mit Gene Vincent einen Auftritt in der BBC Saturday Club Radio Show hatten. Sullivan wurde einer der begehrtesten Studiogitarristen. Er wirkte bei hunderten Hits bekannter Stars und Gruppen mit, darunter Dave Berry (mit dem Hit The Crying Game), Marianne Faithfull (As Tears Go By), The Kinks (You Really Got Me) und Herman’s Hermits (A Kind Of Hush).
Zwischen 1969 und 1974 ging er mit Tom Jones auf Tour. 1975 und 1976 nahm er drei Alben mit der Band „Tiger“ auf. Ab 1978 spielte Sullivan neun Jahre lang bei James Last. In dieser Zeit ging er auch mit Olivia Newton-John auf Tour. Danach beschäftigte sich Sullivan hauptsächlich mit Film- und Werbemusik, bis er begann, mit Willie Austen in den Clubs in der Nachbarschaft zu spielen. Die produktive Partnerschaft hielt bis 1997.
1990 bis 1994 hatte Sullivan eine Jazzband namens „US“, mit Derek Austen (Piano), Malcolm Mortimer (Schlagzeug) und Herbie Flowers (Bass). 1997 bis 1998 folgte die Jazz-Formation „The 3 of US“, mit Derek Austin (Keyboards) und Malcolm Mortimer (Schlagzeug).

## Diskografie
- 1965: Don't Listen to Your Friends (DECCA F12096, UK)(mit Band Wishful Thinking (Band))
- 1967: Sitar Beat
- 1971: Sullivan Plays O’Sullivan (mit Songs von Gilbert O’Sullivan)
- 1974: Big Jim’s Back
- 1977: Test of Time – The Big Jim Sullivan Band (Ozone Music -007-2) mit Percy Jones, Simon Phillips, Mo Foster, Maurice Pert